# 33446 Michaelyang
33446 Michaelyang este o planetă minoră (asteroid), cu un diametru de 1,691 km, din centura de asteroizi. A fost descoperită pe 19 martie 1999 la Experimental Test Site⁠(d) de Lincoln Near-Earth Asteroid Research. 
Obiectul prezintă o orbită caracterizată de o semiaxă mare de 2,281422 UAi, o excentricitate de 0,16, o înclinație de 3,01192 ° în raport cu ecliptica.